# Gianluca und Massimiliano De Serio

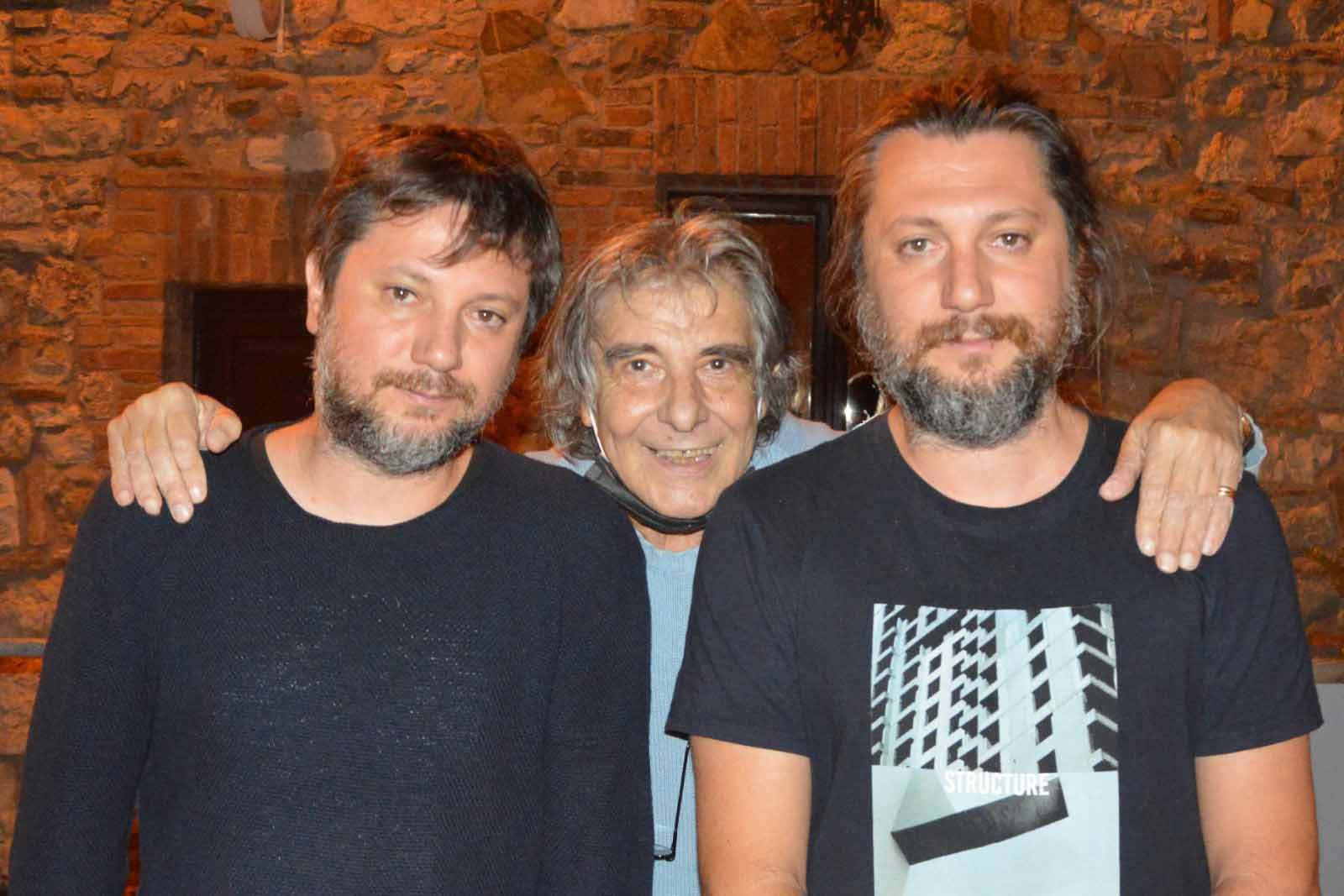
Gianluca und Massimiliano De Serio mit dem Fotografen Renzo Barbetti

Gianluca und Massimiliano De Serio (* 15. Dezember 1978 in Turin) sind italienische Filmregisseure. Die Zwillingsbrüder haben seit ihrem 20. Lebensjahr gemeinsam Kurz- und Dokumentarfilme gedreht, sind mit vielen Filmpreisen ausgezeichnet worden, ihre Filme wurden international in Museen und Kunstgalerien gezeigt.

## Leben und Werk
Die De Serio-Brüder absolvierten ihr Studium an der Universität Turin. Massimiliano hat einen Studienabschluss in Geschichte der Kunstkritik, Gianluca am DAMS (Discipline delle arti, della musica e dello spettacolo) der Universität in Filmgeschichte.
Schon seit Ende ihrer Schulzeit experimentierten sie gemeinsam mit Kurzfilmen und kleinen Dokumentarfilmen. Seit 2006 kooperieren sie mit der Filmproduktionsgesellschaft La Sarraz Pictures in Turin. Der Kurzfilm L’esame di Xhodi über den Besuch von George Bush in Albanien, produziert 2007 von Sarraz Pictures, wurde im selben Jahr beim Turin Film Fest mit dem Spezialpreis der Jury ausgezeichnet. Im August 2011 hatte ihr erster Kinospielfilm Sette opere della misericordia in Locarno Premiere, wurde dort mit dem Don Quixote-Preis und dem 2. Preis der Jungen Jury ausgezeichnet und danach weltweit auf Filmfestivals vorgestellt. 2013 gewannen sie mit ihrer Dokumentation Maria Jesus über eine peruanische Frau in den Händen von Menschenhändlern den Kodak Short Film Award des TorinoFilmFestivals.
2015 wurden sie zum ersten Mal nach Venedig eingeladen, wo ihr Dokumentarfilm I ricordi del fiume (River Memories) außer Konkurrenz lief. Der Film, in dem sie auch die Kameraarbeit übernahmen, dokumentiert einen der damals größten Müllplätze Europas am Fluss Stura bei Turin und das Leben der Menschen an der Müllhalde. Für ihre Kameraarbeit wurden sie mit dem Italian Documentary Academy Award ausgezeichnet. 2020 drehten sie mit Antoine Héberlé an der Kamera den Spielfilm Spaccapietre (La promessa), der im September 2020 in Venedig seine Premiere hatte.

## Preise und Auszeichnungen
Die Brüder De Serio sind gemeinsam mit insgesamt mit 12 Filmpreisen ausgezeichnet worden und wurden für 18 weitere nominiert.

## Filmografie (Auswahl)
- 2000: Il fiore, Kurzfilm
- 2001: Poche Cose, Kurzfilm
- 2002: 6 nel mondo, Kurzfilm,
- 2002: Il giorno del santo, Kurzfilm
- 2003: Maria Jesus, Kurzdokumentarfilm
- 2004: Mio fratello Yang/My Brother Yang, Kurzfilm
- 2005: Zakaria, Kurzfilm
- 2006: Raige a shade, Kurzfilm
- 2007: Tanatologia: 14 maggio 195, Kurzdokumentarfilm
- 2007: L’esame di Xhodi, Dokumentarfilm
- 2010: Bakroman, Dokumentarfilm
- 2011: Sette opere di misericordia/Seven Acts of Mercy
- 2015: I ricordi del fiume/River Memories, Dokumentarfilm
- 2020: Spaccapietre/The Stonebreaker/La promessa

## Ausstellungen (Auswahl)
- 2005: T1. La Sindrome di Pantagruel, Fondazione Merz, Turin[5]
- 2006 Hero Cycle, Fondazione Olivetti, Rom
- 2006: Massimiliano e Gianluca De Serio, cinéma, identité et immigration, Institut d’Histoire d’Art, Paris
- 2006: Report #1, Video in onda dall’Italia, Galleria Comunale di Monfalcone
- 2008 Manifesta 7, EuropeanBiennial of Contemporary Art, Trentino – Südtirol
- 2007: Rencontres international Paris-Berlin, Paris, Berlin, Madrid
- 2007: Gru (Variazioni per coro di gru e altoparlanti), Passaporto, Artissima, Turin
- 2009: Tactical Support, Tracy Williams LTD, New York
- 2010: No fire zone, Fondazione Merz, Turin
- 2010: Bakroman, AR/GE Kunst, Bozen
- 2011: Premio Italia Arte Contemporanea 2010, MAXXI, Rom